# Arthur Allin
Arthur Ivan Allin, född 3 december 1847 i Köpenhamn, död där 31 januari 1926, var en dansk musiker. 
Allin tillhörde en musikersläkt och ägnade sig åt musik redan i tidig barndom. Senare fick han Anton Rée till lärare i piano, Valdemar Tofte i violin och Peter Rasmussen i musikteori. Efter att under följd av år ha verkat som orkestermusiker och musikpedagog i Köpenhamn sökte han sig till provinserna som organist, kom som sådan till Rønne (1876), därefter till Næstved (1881) och slutligen til Århus (domkyrkan; 1888). Som tonsättare var han främst inriktad på större orkesterformer. Ett par ouvertyrer och en symfoni uppfördes i Tivolis konsertsal. I Århus inlade han sig förtjänst ved historiska musikuppföranden.

## Utmärkelser
- Riddare av Dannebrogorden,  1914[2]

[Redigera Wikidata]